# San Hipólito (Huesca)
San Hipólito (San Póliz en aragonés) es una localidad española actualmente perteneciente al municipio de Bierge, en la provincia de Huesca. Pertenece a la comarca del Somontano de Barbastro, en la comunidad autónoma de Aragón.